# Piercia jacksoni
Piercia jacksoni là một loài bướm đêm trong họ Geometridae.